# Radî al-Dîn 'Alî Lâlâ
Radîuddîn 'Alî b. 'Abdiljalîl al-Ghaznawî al-Lâlâ ou Radî al-dîn 'Alî Lâlâ (en persan : رضی الدين علی لالا ), connu sous le nom de 'Alî Lâlâ, est un maître soufi originaire de Ghazna et membre de la confrérie Kubrâwiyya. Il meurt en 1244.

## Biographie
Jeune, il s'instruit auprès de son père qui avait suivi l'enseignement soufi du maître Yûsuf Hamadânî. C'est de lui que son père hérita du nom de « Lâlâ », signifiant « gardien d'école » car on lui avait confié la direction des jeunes élèves. Après avoir longtemps voyagé, 'Alî Lâlâ rejoint le khanqah de Najm al-Dîn Kubrâ à Khârazm afin de poursuivre son apprentissage de la voie spirituelle. Il fait partie des douze disciples ayant reçu nommément une autorisation de la part de Najm al-Dîn Kubrâ. Cependant, ce dernier le confie à Majd al-Dîn Baghdâdî et c'est de lui qu'il recevra une maîtrise de direction spirituelle,, l'habilitant à diriger à son tour les aspirants.
Vers 1220, au moment de l'invasion mongole, Najm al-Dîn Kubrâ pousse ses disciples à l'exil. Tout comme Najm al-Dîn Râzî ou encore Sa'd al-Dîn Hamuyeh, Alî Lâlâ s'enfuit et se rend au village de Gûrpân. Il y dirige des disciples dont Ahmad Jûrpânî, qui deviendra son successeur légitime. C'est dans ce village que  Radî al-Dîn 'Alî Lâlâ est enterré à sa mort survenue en 1244. Selon Hermann Landolt, sa tombe serait encore vénérée de nos jours. Il s'agit d'un lieu nommé La'l-i 'Alî, près du village actuel de Gûrpân.

## Doctrine
Peu d'éléments permettent d'établir sa pensée. Cependant, 'Alî Lâlâ s'inscrit dans la ligne directe de Najm al-Dîn Kubrâ. Nûruddîn Isfarâyinî, disciple de Ahmad Jûrpânî, parle ainsi du maître fondateur de l'ordre comme du « maitre du maitre de notre maitre ». Par ailleurs, dans une épître sur l'éducation spirituelle, Isfarâyinî déclare vouloir transmettre l'enseignement de 'Alî Lâlâ, dont il parle comme de son propre maître. 
Les maîtres kubrâwî plus tardif, comme 'Alaoddawleh Semnânî ou 'Alî Hamadânî, considèrent Radî al-Dîn 'Alî Lâlâ comme un des maillons de la chaîne « officielle » des maîtres de la Kubrâwiyya, situé entre Majd al-Dîn Baghdâdî et Ahmad Jûrpânî. 

## Citations
Un disciple du nom de 'Abdullâh entra au service de 'Alî Lâla sur les conseils de son maître :
« O Abdullâh, la clef de ta béatitude est dans la main du Shaykh Radîuddîn 'Alî Lâlâ. Quand tu te mettras à son service, et que la Lumière du Soleil de son "énergie spirituelle" irradiera ton cœur et que l'influx de son Regard bénéfique agira en toi, ce sera par cet influx bénéfique de son Regard et de son "énergie spirituelle", que [Dieu] ouvrira cette porte de ton cœur en toi. »